# 募集停止
募集停止（ぼしゅうていし）とは、継続的あるいは例年行っている募集をとりやめることである。例えば、教育機関が機関内に置かれている学部学科などといった組織、あるいは機関そのものの廃校を前提として学生の募集を取りやめることや、公募投資信託のような金融商品の取得の勧誘を取りやめることなど。

## 教育機関による学生の募集停止
教育機関の学生募集停止は、大学・短期大学に関しては、令和4年度開設に向けた文部科学省発行の提出書類の手引きにおいては、様式が用意されており、特に大学・短期大学の廃止の場合には大きな社会的影響に鑑みて学内の意思決定の後、速やかに報告するとともに学生・教職員等の関係者の理解を得ることが求められ、学生募集停止の報告を提出する場合には報告とは提出時期が異なるが、収容定員変更(減少)の学則変更手続も行わなければならないとされる。平成22年通知によって、通例では翌年度4月1日が想定される「2 募集停止により入学する者がいなくなる最初の年度又は時期」と理事会の決議後の日が想定される「6 募集停止を開始する時期 (一般に公表する時期)」の記入が必要となり、様式4の注④にも示される通り、当該学部の根拠規定は学部等の廃止まで消去せずに学則上に何らかの形で記載するか、学部が学則上存在するとすることが必要となる。学生募集停止の報告書の提出時期は募集を停止したときであり、その提出先は、大学の場合、高等教育企画課大学設置室であり、短期大学の場合は大学振興課短期大学係であり、高等専門学校の場合、専門教育課高等専門学校係である。
大学全入時代という言葉が広がっていることからも2000年代後半以降数多くの大学は学生の募集に苦戦しており、そこから経営が維持できなくなると共に幾らかの大学は廃校を前提として学生の募集停止を行っている。聖トマス大学のように2009年に学生の募集停止が発表されて廃校になるであろうと予想されていたものの、2012年以降に学生の募集が再開、2015年に閉学と当初よりも長く続く場合もある。
短期大学の募集停止は大学全入時代が到来する以前から多くの実施例が存在している。短期大学部などといった形で大学の係属の機関が募集停止になったならば、伴って大学に新学部学科の増設を行うなどの形で大学の募集人員を増やすことにより余剰となった施設や教員を転用している例が存在する。短期大学が四年制大学へとの改組という形での過程でも学生の募集停止が行われており、近年では看護医療系での短期大学でその例が多く見られる。
専門学校でも社会情勢の変化の影響から数多くが募集停止となっている。短期大学と同様に後の施設が系列の大学の施設として転用されている例が幾つか存在しており、都築学園グループの専門学校でその例が多く見られる。専門学校を大学へと改組という形で募集停止されるという例も存在している。
多くの法科大学院が経営困難となっており、2012年6月時点で7校が募集を停止している。